# Millenium (série télévisée, 2010)
 (août 2018).
Ne doit pas être confondu avec Millennium (série télévisée, 1996).
Pour les articles homonymes, voir Millenium.
Millenium est une série télévisée suédoise en six épisodes de 90 minutes, créée par Niels Arden Oplev et Daniel Alfredson qui retrace les événements de la trilogie écrite par Stieg Larsson, et diffusée du 20 mars au 24 avril 2010 sur Sveriges TV.
La série met en scène un reporter : Mikael Blomkvist ; et une hackeuse de génie au passé sombre : Lisbeth Salander. Pour chaque tome de la trilogie d'origine, il y a deux épisodes correspondants.
En France, la série est diffusée à partir du 22 mars 2010 sur Canal+, en Suisse sur TSR1 depuis le 4 mai 2011 et au Québec depuis le 31 mai 2011 à Télé-Québec.

## Synopsis

### Les Hommes qui n’aimaient pas les femmes(épisodes 1 et 2)
Journaliste à Millenium, Mikael Blomkvist est recruté par un vieil homme d'affaires : Henrik Vanger. Ce dernier lui propose de résoudre une enquête qui le hante depuis près de quarante ans. En acceptant, Mikael se retrouve confronté aux secrets d'une famille peu ordinaire… Il sera aidé dans sa mission par Lisbeth Salander, personnage aussi particulier que talentueux.

### La Fille qui rêvait d'un bidon d'essence et d'une allumette(épisodes 3 et 4)
Un an après les événements liés à la famille Vanger, Lisbeth Salander séjourne aux Caraïbes grâce à l'argent empoché lors de sa précédente enquête. De son côté, Mikael Blomkvist, dont le magazine Millenium bénéficie d'une très bonne réputation grâce à l'affaire Wennerström, prépare un numéro spécial consacré à un trafic de femmes venues des pays de l'Est. Il rencontre Dag et Mia, un journaliste indépendant et une chercheuse dont la thèse porte justement sur le sulfureux thème du commerce du sexe. Lorsque Dag et Mia sont retrouvés assassinés à leur domicile, la police relève les empreintes digitales de Lisbeth sur l'arme du crime.

### La Reine dans le palais des courants d’air(épisodes 5 et 6)
Le géant Ronald Niederman est en fuite, activement recherché par les forces de police après qu'il a abattu l'un des leurs de sang-froid. Quant à Lisbeth, elle est dans un état critique. Elle a été transportée à l'hôpital après avoir été touchée par trois balles. Zalachenko a survécu aux coups portés par sa fille et, menaçant de faire des révélations fracassantes sur ses anciens compagnons des services secrets, il est réduit au silence. Le groupuscule formé par ses anciens camarades entrave l'enquête de la police et suit Mikael, qui découvre peu à peu l'ampleur du complot. Par chance, Lisbeth peut compter sur le soutien sans faille de son ami, lequel est bien décidé à publier son histoire dans les colonnes de Millenium.

## Distribution principale
- Noomi Rapace (VF : Julie Dumas) : Lisbeth Salander
- Michael Nyqvist (VF : Pierre-François Pistorio) : Mikael Blomkvist
- Lena Endre : Erika Berger
- Annika Hallin : Annika Giannini
- Peter Andersson : Nils Bjurman
- Jacob Ericksson (sv) : Christer Malm
- Sofia Ledarp : Malou Erikson
- Per Oscarsson : Holger Palmgren
- Sven-Bertil Taube : Henrik Vanger
- Peter Haber : Martin Vanger
- Gösta Bredefeldt (sv) : Harald Vanger
- Gunnel Lindblom : Isabella Vanger
- Marika Lagercrantz : Cecilia Vanger
- Ewa Fröling : Harriet Vanger
- Julia Sporre (sv) : Harriet Vanger jeune
- Johan Kylén (sv) : Jan Bublanski
- Michalis Koutsogiannakis (sv) : Dragan Armanskij
- Magnus Krepper : Hans Faste
- Tomas Köhler (sv) : Plague
- Tanja Lorentzon (sv) : Sonja Modig
- Pelle Bolander : Sonny Nieminen
- Mirja Turestedt (sv) : Monica Figuerola
- Niklas Falk (sv) : Edklinth
- Hans Alfredson : Evert Gullberg
- Lennart Hjulström (sv) : Fredrik Clinton
- Jan Holmquist (sv) : Hallberg
- Niklas Hjulström (sv) : Richard Ekström
- Donald Högberg (sv) : Holmberg
- Tehilla Blad (sv) : Lisbeth Salander jeune
- Georgi Staykov (sv) : Alexander Zalachenko
- Micke Spreitz : Ronald Niedermann
- Yasmine Garbi (sv) : Miriam Wu
- Anders Ahlbom Rosendahl (sv) : Peter Teleborian
- Ralph Carlsson (sv) : Gunnar Björk
- Paolo Roberto (sv) : lui-même
- Björn Granath : Gustav Morell
- Ingvar Hirdwall (sv) : Dirch Frode
- David Dencik : Janne Dahlman
- Stefan Sauk (sv) : Wennerström
- Hans-Christian Thulin (sv) : Dag Svensson
- Jennie Silfverhjelm (sv) : Mia
- Nina Norén (sv) : Agneta Salander

 Source et légende : version française (VF) sur RS Doublage

## Épisodes
| N° | Titre                                                                                                | Réalisation       | Scénario                         | Diffusion Suède | Autres diffusions |
| -- | --- | ----------------- | -------------------------------- | --------------- | --- |
| 1  | Les Hommes qui n'aimaient pas les femmes (1/2) Del 1 -: Män som hatar kvinnor                        | Niels Arden Oplev | Nikolaj Arcel Rasmus Heisterberg | 20 mars 2010    | France : 22 mars 2010 sur Canal+ France : 16 janvier 2013 sur M6 Suisse : 4 mai 2011 sur TSR1 Québec : 31 mai 2011 sur Télé-Québec |
|    | |                   |                                  |                 | |
| 2  | Les Hommes qui n'aimaient pas les femmes (2/2) Del 2: Män som hatar kvinnor                          | Niels Arden Oplev | Nikolaj Arcel Rasmus Heisterberg | 27 mars 2010    | France : 22 mars 2010 sur Canal+ France : 16 janvier 2013 sur M6 Québec : 7 juin 2011 sur Télé-Québec                              |
|    | |                   |                                  |                 | |
| 3  | La Fille qui rêvait d'un bidon d'essence et d'une allumette (1/2) Del 3: Flickan som lekte med elden | Daniel Alfredson  | Nikolaj Arcel Rasmus Heisterberg | 3 avril 2010    | Québec : 14 juin 2011 sur Télé-Québec                                                                                              |
|    | |                   |                                  |                 | |
| 4  | La Fille qui rêvait d'un bidon d'essence et d'une allumette (2/2) Del 4: Flickan som lekte med elden | Daniel Alfredson  | Nikolaj Arcel Rasmus Heisterberg | 10 avril 2010   | Québec : 21 juin 2011 sur Télé-Québec                                                                                              |
|    | |                   |                                  |                 | |
| 5  | La Reine dans le palais des courants d'air (1/2) Del 5: Luftslottet som sprängdes                    | Daniel Alfredson  | Nikolaj Arcel Rasmus Heisterberg | 17 avril 2010   | Québec : 28 juin 2011 sur Télé-Québec                                                                                              |
|    | |                   |                                  |                 | |
| 6  | La Reine dans le palais des courants d'air (2/2) Del 6: Luftslottet som sprängdes                    | Daniel Alfredson  | Nikolaj Arcel Rasmus Heisterberg | 24 avril 2010   | Québec : 5 juillet 2011 sur Télé-Québec                                                                                            |
|    | |                   |                                  |                 | |

## Cinéma et télévision
La version réalisée pour la télévision reprend en réalité les trois films Millénium - Millénium 2 : La Fille qui rêvait d'un bidon d'essence et d'une allumette - Millénium 3 : La Reine dans le palais des courants d'air. La série contient environ 2 heures de scènes supplémentaires par rapport à la version cinéma.
En Suède, les trois films sont sortis en salles avant la série. En France, la série a été diffusée à partir du 22 mars 2010 sur Canal+, soit quelques mois avant les sorties en salles de Millenium 2 et Millenium 3.
En 2011, David Fincher, réalise la version américaine Millénium : Les Hommes qui n'aimaient pas les femmes avec Daniel Craig et Rooney Mara dans les rôles principaux.